# 람노스
람노스(영어: rhamnose)는 6개의 탄소 원자가 포함된 단당류이고, 알데하이드기를 가지고 있는 알도스이며, 하이드록시기 하나가 수소 원자로 치환된 디옥시당이다. 자연계에서 생성되며, 화학식은 C6H12O5이다. 람노스는 메틸펜토스 또는 6-디옥시헥소스로 분류될 수 있다. 람노스는 L-람노스(6-디옥시-L-만노스)와 같은 L형으로 자연계에서 생성되는데, 이는 드문 경우로 자연계에서 생성되는 당의 대부분은 D형이기 때문이다. 이러한 예외로는 메틸펜토스인 L-푸코스, L-람노스, 펜토스인 L-아라비노스가 있다.
람노스는 갈매나무(Rhamnus 속), 거양옻나무, Uncaria 속 식물들에서 분리될 수 있다. 또한 람노스는 규조류(diatom) 원시배선규조강(Bacillariophyceae)에 속하는 미세조류로부터 생성된다.
람노스는 자연계에서 일반적으로 다른 당에 결합되어 있다. 람노스는 많은 식물에서 배당체(글리코사이드)의 일반적인 글리콘(glycone) 구성 성분이다. 또한 람노스는 결핵균을 포함하는 Mycobacterium 속인 항산균(acid-fast bacteria)의 외부 세포막의 구성 성분이다.
|  |

## 같이 보기
- α-L-람노시데이스

이당류:
- 루티노스: 람노스-글루코스
- 네오헤스페리도스: 람노스-글루코스
- 로비노스: 람노스-갈락토스

배당체(글리코사이드):
- 에키나코사이드
- 람노리피드
- 베어바스코사이드